# ذیاب عوانه
ذیاب عوانه (عربی: ذياب عوانة؛ ۸ آوریل ۱۹۹۰ – ۲۵ سپتامبر ۲۰۱۱) یک بازیکن فوتبال اهل امارات متحده عربی بود. 
وی همچنین در تیم ملی فوتبال امارات متحده عربی بازی کرده‌است.تنها صحنه ای که از او به یادگار مانده است، گل ششم بازی با ضربه پشت پایی بود که در حین زدن ضربه پنالتی در جریان بازی تیم ملی کشورش با لبنان به ثمر رسید.